# Les Femmes du jour
Les Femmes du jour est une revue à intention littéraire et satirique, fondée en 1886. Elle reprend le format très courant de l'époque d'un portrait de personnalité en première page et sa biographie sur les 3 suivantes.

## Présentation
La feuille paraît le jeudi et est vendue 10 centimes à l'instar des nombreux titres de cette période comme Les Hommes d'aujourd'hui, Les Contemporains etc., mais elle n'obtient pas le même succès puisqu'elle disparaît après un nombre d'éditions assez faible. L'objectif de la revue est de présenter chaque semaine une personnalité féminine célèbre de l'époque, principalement des vedettes du spectacle.
L'imprimeur gérant est Maxime Bloncourt, les bureaux du journal sont au no 2, rue Alfred-Stevens. On retrouve comme dessinateurs les mêmes artistes qui travaillent pour la presse de l'époque, tels que Coll-Toc, Henry Hamel, etc. Le texte biographique est signé du pseudonyme Zi-Zim
En 1892, Léon Vanier reprend le titre et publie un numéro 11, mais il n'y aura pas de suite.
En 1911, le titre est repris pour une dizaine de livraisons ; Les Femmes du jour. Artistique, mondain, satirique, sort en kiosque, et présente sur ses unes des portraits de femmes.

## Liste des numéros
- 01 : Cora Pearl
- 02 : Thérésa
- 03 : Sarah Bernhardt
- 04 : Éléonore Bonnaire (1852-1910)
- 05 : Mily-Meyer
- 06 : Suzanne Reichenberg
- 07 : Marie Desclauzas
- 08 : Céline Chaumont
- 09 : Marguerite Ugalde
- 10 : Caroline-Eugénie Segond-Weber
- 11 : Réjane, croqué par Andrew Kay Womrath[4]